# Cepiño
Cepiño (en gallego y oficialmente, O Cepiño) es una aldea española situada en la parroquia de Viñas, del municipio de Betanzos, en la provincia de La Coruña, Galicia.

## Demografía
| Gráfica de evolución demográfica de Cepiño entre 2000 y 2018 |
|                                                              |
| Datos según el nomenclátor publicado por el INE.             |